# Jana Pareigis
Jana Pareigis, née le 23 juin 1981, est une journaliste et présentatrice de télévision allemande. Elle est surtout connue pour son travail en tant que présentatrice de la matinale de la ZDF.

## Biographie
Jana Pareigis est née en 1981 à Hambourg. Son père biologique est originaire du Zimbabwe et sa mère biologique est allemande. Elle a été adoptée immédiatement après sa naissance par des parents allemands et suédois. Après son baccalauréat, elle a fait une année sabbatique pendant laquelle elle a fait du volontariat auprès d'orphelines et des stages dans le domaine du journalisme au Zimbabwe. Par la suite elle a fait un stage au sein de la Force de maintien de la paix des Nations unies.
Elle a ensuite fait des études de sciences politiques et des études sur l'Afrique à Hambourg, New York et Berlin. Après ses études, elle a travaillé en tant qu’assistante du rédacteur en chef de la chaîne de télévision N24. En 2010, elle a commencé à travailler comme rédactrice et journaliste free-lance, notamment pour la Deutschlandradio, le Spiegel Online ou la Deutsche Welle. Entre 2010 et 2016, elle était présentatrice du Journal, une émission d'information de la DW-TV.
Entre 2014 et 2018, Jana Pereigis a travaillé en tant que présentatrice de la matinale de la ZDF. Depuis 2018, elle présente l'émission de midi sur la ZDF.

## Engagement
En tant qu'afro-allemande, Jana Pareigis s’engage contre le racisme. En 2017, elle crée le documentaire « Afro.Germany - Being black and German », produit par la Deutsche Welle et publié en langue allemande et en langue anglaise. 
Elle cherche à démystifier la double assignation à la nationalité allemande et à la couleur noire et ainsi à montrer la diversité ethnique en Allemagne. Elle voyage à travers le pays entier afin de rencontrer des afro-allemands et de parler avec eux de leurs histoires et de leur vécu. Parmi les personnes qu'elle rencontre se trouvent notamment le musicien Samy Deluxe, l’acteur contemporain de l’époque nazie Theodor Wonja Michael, ainsi que les artistes Grada Kilomba et Robin Rhode, et l’ancien joueur de l’équipe d'Allemagne de football Gerald Asamoah. Grâce à ses rencontres, elle révèle de nombreux clichés et préjugés auxquels les personnes afro-allemandes sont confrontées dans leurs vies quotidiennes. En effet, son documentaire témoigne aussi des manifestations persistantes d’intolérance, de racisme et de xénophobie en Allemagne.  